# Пороги (Могилів-Подільський район)
Поро́ги — село в Україні, у Ямпільській міській громаді Могилів-Подільського району Вінницької області, на березі Дністра.

## Історія
Перша згадка населеного пункту датована XV-XVI століттям.
7 (20) листопада 1917 року, відповідно до Третього Універсалу Української Центральної Ради, увійшло до складу Української Народної Республіки.

### Поховання сарматського царя

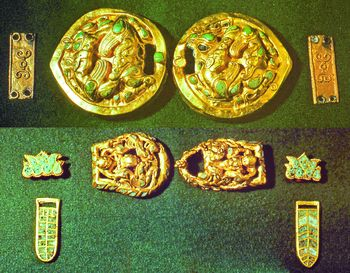
Поховання сарматського царя

У кургані біля села Пороги 1984 року археологічна експедиція під керівництвом Б. І. Лобая дослідила багате поховання сарматського вождя І століття н. е. Поруч із черепом знайдено золоту гривну і срібний келих, на правиці — золотий браслет, на грудях — бронзову та срібну фібули. Каптан небіжчика підперезувався поясом із золотими застібками, а на стегнах було знайдено золоті прикраси портупейного поясу, до якого підвішували прикрашений золотом меч. У поховання поклали лук і стріли, залізний кинджал та амфори з вином. Завдяки знакам-тамгам на келиху, мечі, гривні та поясах поховання пов'язують із сарматським царем Інісмея (правив у 80-ті роки н. е.).

### Єврейське кладовище
У селі знаходиться старе єврейське кладовище — там поховано Борха Рабиновича, правнука засновника хасидизму Баала Шем Това. За розповсюдженою серед місцевих версією, кладовищу 300—400 років. Але у вінницькому обласному архіві стверджують, що воно з'явилося наприкінці XIX століття. Є документи, які підтверджують, що землі під нього виділили саме тоді.
Могилу Борха Рабиновича знайшли 2002 року. Тоді в село приїхали представники хасидів з США та Ізраїлю. Організували пошукові роботи, на які пішло близько восьми місяців.

### Незалежна Україна

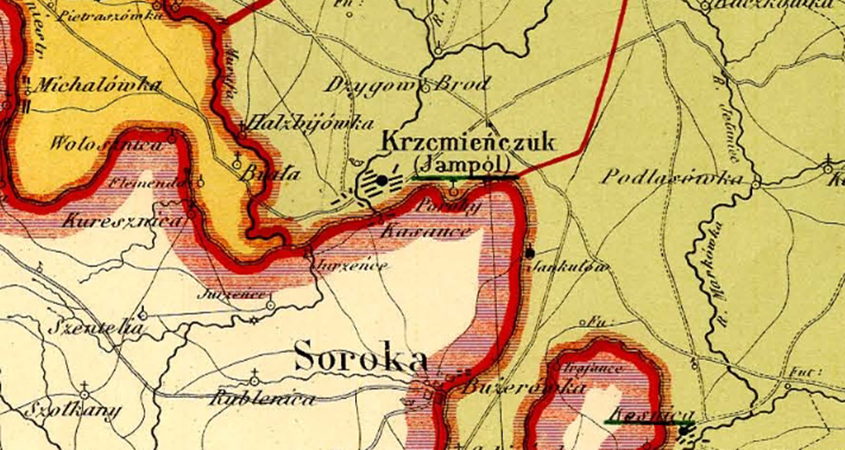
Фрагмент польської історичної карти кінця 19 століття. Село Пороги (Porohy) знаходиться праворуч від Кременчука (Jampol). Історик Сергій Бурковський пояснює, що для створення цієї карти використовувались джерела карти 15 і 16 століть.

12 червня 2020 року, відповідно до Розпорядження Кабінету Міністрів України № 707-р «Про визначення адміністративних центрів та затвердження територій територіальних громад Вінницької області», увійшло до складу Ямпільської міської громади.
19 липня 2020 року, в результаті адміністративно-територіальної реформи та ліквідації Ямпільського району, село увійшло до складу новоутвореного Могилів-Подільського району.

## Населення
Згідно з переписом УРСР 1989 року чисельність наявного населення села становила 858 осіб, з яких 374 чоловіки та 484 жінки.
За переписом населення України 2001 року в селі мешкало 816 осіб.

### Мова
Розподіл населення за рідною мовою за даними перепису 2001 року:
| Мова       | Відсоток |
| ---------- | -------- |
| українська | 98,17 %  |
| російська  | 1,46%    |